# Usha Mehta

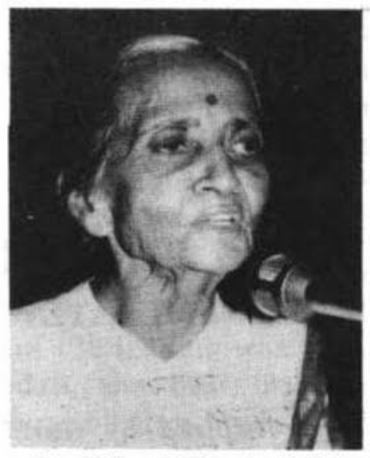
Usha Mehta (1996)

Usha Mehta (25. März 1920 in Saras, Gujarat – 11. August 2000) war eine indische Freiheitskämpferin. Sie engagierte sich für den Aufbau des Untergrundsenders Congress Radio, der Mahatma Gandhis Botschaft der Rebellion ausstrahlte.

## Leben und Wirken
Mehta war die Tochter von Gheliben Mehta, einer Hausfrau, und Hariprasad Mehta, einem Bezirksrichter in Britisch-Indien; Mitglieder ihrer Familie waren in Indiens Unabhängigkeitskampf einbezogen. Sie studierte Politikwissenschaft am Wilson College in Bombay (heute Mumbai) und promovierte an der Universität Bombay über Gandhi.
Mehta und ihre Mitstreiter und Mitstreiterinnen beim Untergrundsender Congress Radio verbreiteten Nachrichten, Reden und Appelle an die Bevölkerung und sie gab dabei Informationen des All India Congress Committee weiter und übermittelte Botschaften aus dem ganzen Land. Über ihre Arbeit beim Congress Radio sagte sie einmal: „Wenn die Presse geknebelt und alle Nachrichten verboten sind, hilft ein Sender sicherlich sehr viel, um die Öffentlichkeit mit den Tatsachen zu versorgen und die Botschaft der Rebellion zu verbreiten.“
Am 12. November 1942, während der Quit-India-Bewegung, flog Mehtas Tätigkeit durch Verrat auf und sie wurde daraufhin dreieinhalb Jahre lang inhaftiert.
Sie war Präsidentin der Gandhi Peace Foundation und im Jahr 1998 mit dem indischen Zivilorden Padma Vibhushan ausgezeichnet.